# ريتشارد تشيس
ريتشارد تشيس (بالإنجليزية: Richard Chase) هو قاتل متسلسل أمريكي، ولد في 23 مايو 1950 في سانتا كلارا في الولايات المتحدة، وتوفي في 26 ديسمبر 1980 في فاكافيلي في الولايات المتحدة بسبب جرعة زائدة.